# Сражение при Бухаре (709)
Сражение при Бухаре — сражение между арабскими войсками Омейядов и согдийско-тюркского союза, произошедшее в 709 году в эпоху арабских завоеваний. Битва закончилась победой Омейядов и завоеванием Бухары.

Мавераннахр в 8 веке

## Предыстория
В 706 году омейядский полководец Кутайба ибн Муслим возглавил завоевание Мавераннахра. Он переправился через реку Оксус и осадил Пайкенд. Омейяды успешно заняли его. Тогда Кутейба повел свои войска на завоевание Бухары. Омейяды предприняли два похода в 707 и 708 годах, но оба они закончились неудачей. Ему противостоял местный бухарский правитель из династии Бухархудатов по имени Вардан-Худа. Неудача двух кампаний привела к тому, что омейядский правитель Ирака Аль-Хаджадж ибн Юсуф упрекнул Кутейбу в его неудачах. В 709 году Кутейба в очередной раз двинулся на Бухару, на этот раз мотивированный смертью Вардана Худы.

## Ход сражения
Когда арабы достигли Бухары, власти Бухары обратились за помощью к другим согдийцам и тюркам. На помощь прибыла согдийско-тюркская армия.
В начале сражения арабы дважды атаковали, но были отброшены и отступили в свой лагерь. Согдийско-тюркская армия сумела войти в лагерь мусульман и, согласно одной из версий, была вынуждена отступить, так как арабские женщины начали наносить удары по мордам лошадей, что заставило воинов-мужчин вернуться в бой и дать отпор врагу.
Бои продолжались. Тюрки расположились на холме на другом берегу реки. Первой через реку переправилась конница арабов и пошла в атаку на холм. Пехота последовала за ней. Дойдя до холма, конница развернулась и атаковала тюрок с флангов, в то время как арабская пехота атаковала в лоб. Совместными усилиями тюрки были выбиты с холма.

## Результаты
После этой победы арабы впервые заняли Бухару. Власти заключили мир и позволили мусульманскому гарнизону разместиться в цитадели. Омейяды восстановили Туг-шаду, сына хатун, в качестве правителя города.